# Charles Thomson Rees Wilson
Charles Thomson Rees Wilson, FRS, škotski fizik in meteorolog, * 14. februar 1869, grofija Glencorse, Midlothian, Škotska, † 15. november 1959, Edinburgh, Škotska.
Wilson je leta 1927 prejel Nobelovo nagrado za fiziko za postopek prepoznave poti električno nabitih delcev z meglično celico. Kraljeva družba iz Londona mu je leta 1922 za njegove raziskave kondenzacije jeder in elektrike v ozračju podelila svojo Kraljevo medaljo. Leta 1935 mu je podelila Copleyjevo medaljo.